# جيم هاريس
جيم هاريس هو سياسي كندي، ولد في 12 فبراير 1961. حزبياً، نشط في حزب الخضر الكندي.